# Словообразовательная модель
Словообразова́тельная моде́ль — один из терминов, называющий комплексную единицу структуры словообразовательной системы. Разные исследователи понимают под ним различные разновидности словообразовательных единиц. Так, например, Н. Д. Арутюнова применяет этот термин как синоним понятию «словообразовательный тип»; И. С. Улуханов использует термин «словообразовательная модель» для наименования образца, по которому образуются новые мотивированные (производные) слова, то есть для обозначения продуктивного словообразовательного типа; А. И. Моисеев, Н. А. Янко-Триницкая и некоторые другие понимают под словообразовательной моделью схему построения мотивированных слов определённой части речи (такую схему называют также и словообразовательным типом); Е. А. Земская определяет словообразовательную модель как морфонологическую, понимая под ней особый вариант внутри словообразовательного типа.
Морфонологическая модель, которая используется в исследованиях Е. А. Земской, представляет собой схему образования слов, объединяемую общностью частеречной принадлежности мотивирующего (производящего) слова, общностью словообразовательного форманта и тождеством семантики. Например, пара слов красота и доброта относится к одному словообразовательному типу, а пара таксист и волейболист — к другому, но каждое из слов в паре представляет при этом разные модели внутри типа. Слово красота представляет модель с усечением производящей основы (красив-ый → крас-ота), а слово доброта — модель без усечения (добр-ый → добр-ота). Слово таксист представляет модель с наложением начальной фонемы в суффиксе -ист на конечную гласную и основы (такси → такс-ист), а слово воллейболист — модель без совмещения соседних морфов в одной фонеме (воллейбол → воллейбол-ист). Всего выделяются четыре схемы, различающиеся морфонологическими особенностями:
1. С наличием или отсутствием чередований фонем на границе морфов: Рига → рижский; Лейпциг → Лейпцигский.
2. С наличием или отсутствием наращения: Орёл → орл-ов-ский; Волгоград → волгоград-ский.
3. С наличием или отсутствием усечения основы: самбо → самб-ист; гандбол → гандбол-ист.
4. С наложением морфов или с отсутствием наложения: лилов-ый → лил-ов-ат-ый (с частичным наложением), Омск → ом-ск-ий (с полным наложением); банан → банан-ов-ый (без наложения).

Особое понимание словообразовательной модели встречается у В. Н. Немченко. Он рассматривал модель в системе словообразования как «общую схему построения производных слов, определяющую их структуру и служащую образцом для образования новых слов».
Помимо термина «словообразовательная модель» в словообразовании используются также такие понятия, как «вариант словообразовательной модели» и «словообразовательная подмодель», указывающие на единицы низшего иерархического ранга по отношению к модели.